# Łukasz Kulik (samorządowiec)
Łukasz Kulik (ur. 10 września 1980 w Ostrołęce) – polski przedsiębiorca i samorządowiec, od 2018 do 2024 prezydent Ostrołęki.

## Życiorys
Uzyskał dyplom technika rolnika w Policealnej Szkole Rolniczej w Ostrołęce oraz technika informatyka w Towarzystwie Wiedzy Powszechnej w Ostrołęce. Odbył następnie studia z administracji w Wyższej Szkole Administracji Publicznej w Ostrołęce (licencjat) i na Wydziale Prawa i Administracji Uniwersytetu Warszawskiego (magisterium), a także studia podyplomowe z zarządzania oświatą na Uniwersytecie Warszawskim. Był zatrudniony m.in. jako pracownik biurowy. Zajął się prowadzeniem (wraz z rodziną) centrum ogrodniczego Fruti-Chem w Ostrołęce.
Należał do Sojuszu Lewicy Demokratycznej, przez dwa lata był przewodniczącym struktur partii w Ostrołęce. Z jego ramienia bez powodzenia kandydował w wyborach parlamentarnych w 2007 do Sejmu z 19. miejsca w okręgu nr 18. W wyborach samorządowych w 2010 bezskutecznie ubiegał się o mandat radnego i prezydenturę Ostrołęki (zdobył 10,8% głosów, zajmując trzecie miejsce). Z SLD wystąpił przed wyborami w 2014, w których po raz drugi kandydował na prezydenta Ostrołęki – tym razem z ramienia własnego komitetu KWW Ostrołęka dla Wszystkich. W pierwszej turze zajął drugie miejsce z rezultatem 17,88%, zaś w drugiej uzyskał 46,38% poparcia, przegrywając z dotychczasowym prezydentem Januszem Kotowskim. W wyborach tych zdobył natomiast mandat radnego miejskiego. 
W wyborach samorządowych w 2018 roku ponownie kandydował na prezydenta miasta z ramienia tego komitetu, zdobywając najlepszy rezultat w pierwszej turze. Drugą turę wygrał, pokonując z poparciem 64,49% głosujących rządzącego od 2006 prezydenta Janusza Kotowskiego. 
Kandydował na prezydenta miasta w wyborach samorządowych w 2024 roku, zdobywając z minimalną przewagą najwięcej głosów w pierwszej turze. W drugiej turze uzyskał 38,32% głosów i przegrał z Pawłem Niewiadomskim. W wyborach tych uzyskał mandat do rady miasta.

## Oskarżenia i procesy sądowe
W 2017 roku Łukasz Kulik, wówczas radny miasta Ostrołęki, został uznany winnym zniesławienia prezydenta Ostrołęki Janusza Kotowskiego w internetowym komentarzu. Po odwołaniu, Sąd Okręgowy nakazał ponownie rozpoznać sprawę Sądowi Rejonowemu. Ten uniewinnił Łukasza Kulika od zarzucanego czynu. Sąd Okręgowy, rozpatrując kolejną apelację, podtrzymał decyzję o uniewinnieniu.
W 2020 roku Prokuratura Okręgowa w Łomży przedstawiła Łukaszowi Kulikowi zarzuty w sprawie przestępstw związanych z nieprawidłowościami przy organizacji przetargów. Proces przed Sądem Rejonowym w Ostrołęce zakończył się uznaniem winy prezydenta Ostrołęki i wyrokiem skazującym na karę 20 tysięcy złotych grzywny. Łukasz Kulik złożył apelację. Sąd Okręgowy w składzie trzyosobowym po rozpoznaniu sprawy uniewinnił Łukasza Kulika od zarzucanych mu czynów. Wyrok został ogłoszony 21 grudnia 2022 i jest prawomocny.
31 grudnia 2021 roku Prokuratura Okręgowa w Ostrołęce skierowała do Sądu Rejonowego w Ostrołęce akt oskarżenia przeciwko prezydentowi Ostrołęki Łukaszowi Kulikowi, zarzucając mu niedopełnienie obowiązków w celu osiągnięcia korzyści majątkowych dla innej osoby oraz naruszenie praw pracowniczych. W grudniu 2022 roku Łukasz Kulik został prawomocnie uniewinniony.

## Życie prywatne
Żonaty z Natalią, z którą ma troje dzieci.